# الزراعة في اليونان القديمة

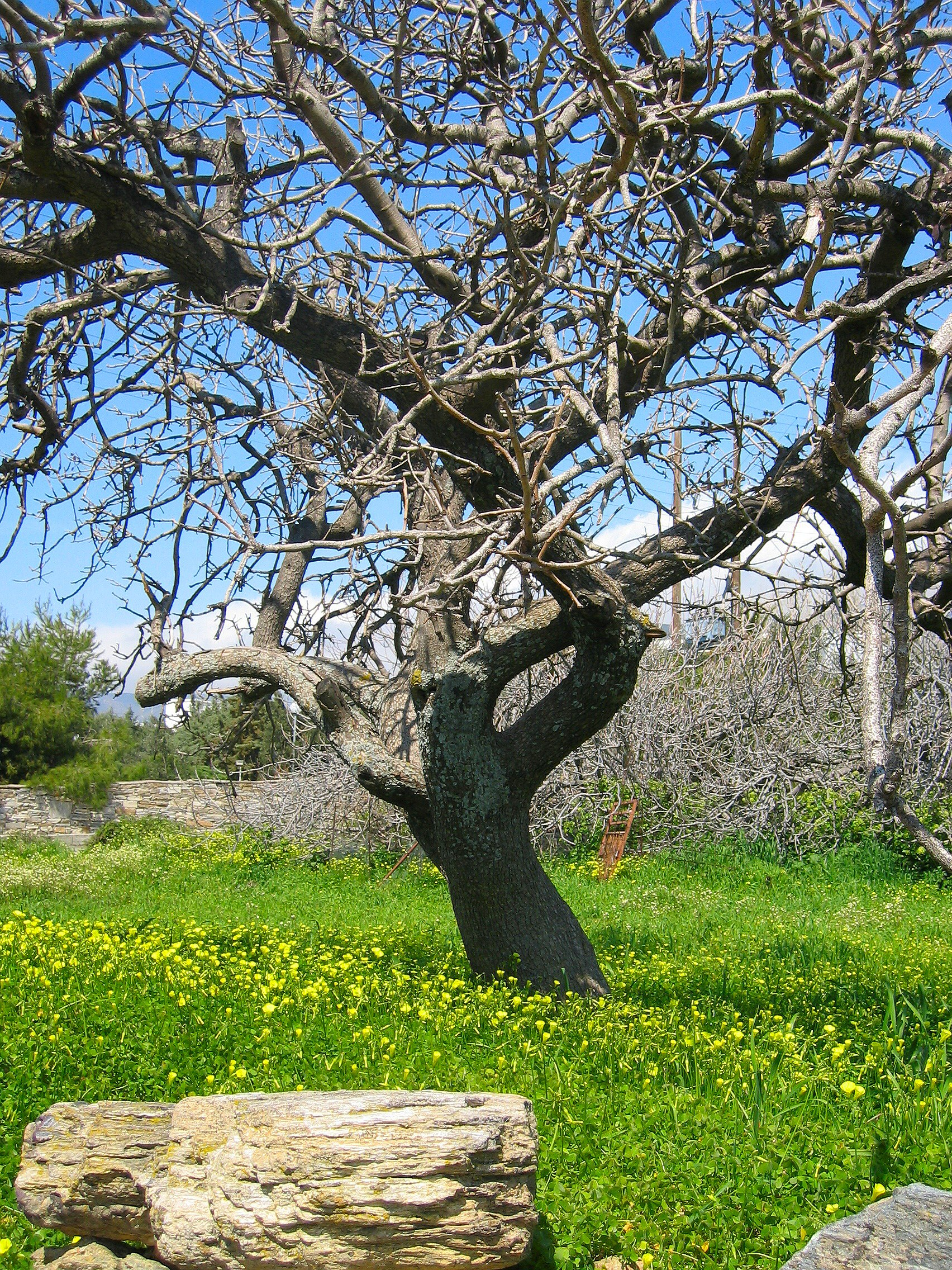
شجرة الزيتون وثمارها من الزراعات المشهورة في بلاد اليونان

كان إنتاج الطعام والثروة هو الأساس الذي يقوم عليه صرح الحضارة اليونانية وتوزيعهما بين الناس. ذلك أن من يقومون من الناس بحكم الدول، والبحث عن الحقيقة، وتأليف الألحان الموسيقية، ونحت التماثيل، وإبداع الصور، وتأليف الكتب، وتعليم الأطفال، وخدمة الآلهة، إنما يستطيعون هذا لأن غيرهم يكدحون لإنتاج الطعام، ونسج الثياب، وبناء المساكن، واستخراج المعادن، وصنع الأدوات النافعة، ونقل البضائع، واستبدال غيرها بها، أو تقديم الأموال اللازمة لإنتاجها أو نقلها. هذا هو أساس الديموقراطية والثقافة في كل مكان.
كانت الزراعة أساس الاقتصاد اليوناني القديم، إذ عمل نحو 80% من السكان في هذا المجال.

## المنتجات الزراعية

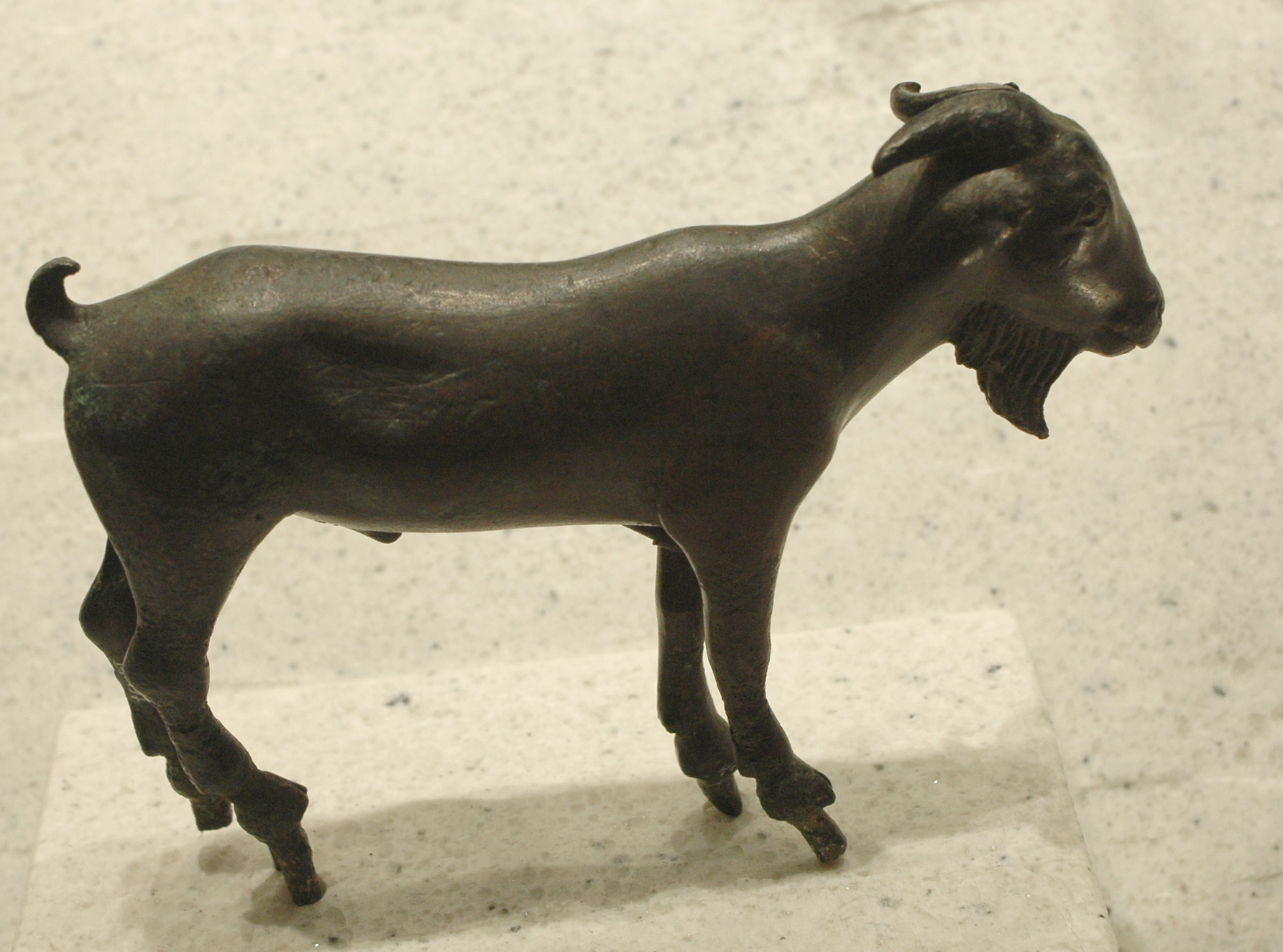
ماعز برونزي من ديم كيفيسيا: قطعة فنية من القرن الخامس قبل الميلاد في متحف اللوفر

### المزارع
خلال المراحل المبكرة من التاريخ اليوناني، وكما تخبرنا الأوديسة، اعتمدت الزراعة والنظام الغذائي في اليونان على الحبوب (إذ أن كلمة Sitos تُترجم عادة بالقمح، لكنها يمكن أن تشير إلى أي نوع من أنواع الحبوب). في الواقع، كان الشعير يمثل 90% من إنتاج الحبوب. بالرغم من معرفة القدماء بالأفضلية الغذائية للقمح على الشعير، لكن زراعة الشعير كانت أقل تطلبًا وأفضل إنتاجًا. أُجريت عدة محاولات لتقدير إنتاج الحبوب في أتيكا خلال تلك الفترة، لكن النتائج لم تكن حاسمة. بعد وقت قصير أصبحت متطلبات السكان تتفوق على القدرات الإنتاجية للحبوب، إذ كانت مساحة الأراضي القابلة للزراعة محدودة. كما أن ضيق مساحة الأراضي الزراعية يعتبر عاملًا مفسرًا للاستعمار اليوناني، والأهمية التي امتلكتها المستعمرات اليونانية في الأناضول في مجال إنتاج القمح.
من جهة أخرى، كانت الأراضي اليونانية مناسبة لزراعة الزيتون مما أدى إلى وفرة في زيت الزيتون. تعود زراعة الزيتون في اليونان إلى بدايات التاريخ اليوناني القديم. كانت مزارع الزيتون استثمارات طويلة الأمد، إذ احتاجت الأشجار أكثر من عشرين سنة للبدء بإنتاج الثمار، وكانت تثمر مرة كل سنتين فقط. ينمو العنب أيضًا بشكل جيد في التربة الصخرية، لكنه يحتاج الكثير من الرعاية. تعود زراعة العنب في اليونان إلى العصر البرونزي.
نذكر بالإضافة إلى هذه المحاصيل الأساسية مزارع الخضار (مثل الملفوف والبصل والثوم والعدس والحمص والفاصولياء) ومزارع الأعشاب (مثل المريمية والنعناع والزعتر والمردقوش). ضمت البساتين أشجار التين واللوز والتفاح والإجاص، كما زُرعت نباتات البذور الزيتية مثل الكتان والسمسم والخشخاش.

### تربية الحيوانات
نظر المجتمع إلى تربية الحيوانات باعتبارها رمزًا للسلطة والثروة في أعمال هوميروس الأدبية، لكنها لم تكن متطورة بشكل كبير في اليونان القديمة. في حين كانت تربية المواشي أمرًا مألوفًا في الحضارة الموكيانية، كان هذا النشاط محدودًا نتيجة التوسع الجغرافي إلى مناطق غير مناسبة. أصبحت الخراف والماعز أكثر المواشي انتشارًا بسرعة، إذ كانت تربيتها قليلة الصعوبة وأمنت مصدرًا هامًا للحوم والصوف والحليب. ربى السكان أيضًا الخنازير والدواجن (مثل الدجاج والإوز). كانت الثيران قليلة العدد واستُخدمت غالبًا كحيوانات عمل في الأراضي، على الرغم من استخدامها الإضافي كقرابين في بعض الأحيان. كانت تربية الحمير والبغال وسلالاتها المختلفة شائعة أيضًا لاستخدام هذه الحيوانات في الحمل والجر.
ربيت الخيول في سهول ثيساليا وأرغوليندا، وكانت حيوانات رفاهية تشير إلى الترف والأرستقراطية. ترسم مسرحية السحب لأريستوفان التكبر والفروسية للأرستقراطيين في أثينا. يكون فيديبيس ابن بطل المسرحية مدمنًا على خيول السباق مما يسبب دمار حياة والده ستريبسياديس.
من المرجح أن معظم المزارع مارست بعض الأشكال المحدودة لتربية الحيوان، مثل الدواجن والحيوانات الصغيرة التي تغذت على الفضلات أو بقايا طعام المطابخ. كما أن المزارع الحاوية على البساتين والمراعي كانت موجودة، بالإضافة إلى تلك المتخصصة بتربية الحيوان. تذكر إحدى المخطوطات أيضًا شخصًا باسم يوبولوس من مدينة إلاتيا في فوكيس، والذي كان يملك 220 رأس ماشية وخيل بالإضافة إلى ألف خروف وماعز على الأقل. رُعيت قطعان الخراف بين الوديان في الشتاء والجبال في الصيف، كما وجدت ضرائب على نقل أو توقف قطعان الماشية في المدن.
كانت تربية الأبقار موجودة في بعض الأوقات والأماكن، لكنها لم تكن شائعة مثل بقية حيوانات المزارع.

### المنتجات الأخرى
كان استخدام الخشب أمرًا شائعًا، خصوصًا للاستخدامات المنزلية إذ كانت المنازل والعربات والأدوات الزراعية مصنوعة بشكل أساسي من الخشب. تعرت الغابات اليونانية الموجودة في الجبال بسبب الماعز وإنتاج الفحم النباتي، ولم يمر وقت طويل قبل أن تبدأ اليونان باستيراد الخشب خصوصًا من أجل بناء السفن.
أمنت تربية النحل العسل الذي كان المصدر الوحيد المعروف للسكر في اليونان. كما كان مستخدمًا أيضًا في الأدوية وإنتاج مشروب الميد الكحولي. لم يكن قصب السكر متوفرًا لليونانيين. كانت منطقة هيميتوس في أتيكا مشهورة بجودة العسل المنتج فيها. أُنتج شمع العسل في هذه الفترة أيضًا، واستخدمه الإغريق في عملية الشمع الضائع لإنتاج تماثيل نحاسية بالإضافة إلى استخدامه في الأدوية.
استُخدم البرونز في صنع الأدوات الزراعية والأسلحة.

## النزاع بين الزراعة والصناعة
عماد المجتمع كله هو الفلاح أفقر الناس فيه وألزمهم له. ولقد كان الفلاح في أتكا يستمتع على الأقل بحقوقهِ السياسية ذلك أن المواطنين وحدهم هم الذين كانوا يحق لهم أن يمتلكوا الأرض، وكان الفلاحون جميعهم تقريباً يمتلكون الأرض التي يفلحونها وكان نظام امتلاك العشيرة كلها للأرض قد اختفى، واستقر نظام الملكية الفردية وتوطدت أركانه.
وكانت هذهِ الطبقة من صغار الملاك في أتكا ، كما هي الآن في فرنسا وأمريكا ، قوة محافظة تعمل على الاستقرار في الديموقراطية، على حين أن سكان المدن الذين لا ملك لهم كانوا يدفعون الدولة على الدوام نحو الإصلاح والتغير. وكانت نار الحرب القديمة العهد بين الريف والمدينة- بين الذين يريدون أثماناً عالية للغلات الزراعية وأثماناً منخفضة للسلع المصنوعة، وبين الذين يطلبون أثماناً منخفضة للسلع المصنوعة وأجوراً عالية أو أرباحاً كبيرة في مجال الصناعة- كانت نار هذه الحرب شديدة الاستعار في أتكا بنوع خاص. وبينما كانت الصناعة والتجارة تُعدان من أعمال العامة التي تزري بصاحبها في نظر المواطن الأثيني، كانت الأعمال الزراعية في اعتقادهِ مشرفة للمشتغل بها لأنها أساس الاقتصاد القومي، والخلق الشخصي القويم وقوة البلاد الحربية ؛ وكان أهل الريف ينزعون إلى احتقار سكان المدن ويرون أنهم إما طفيليون مستضعفون أو عبيد أدنياء.

## الأراضي الزراعية في بلاد اليونان
تربة أتكا غير خصيبة، فثلث مساحتها البالغ قدرها 630.000 فدان إنجليزي غير صالح للزراعة، والثلثان الباقيان قد أفقر تربتهما تقطيع الغابات، وإنحباس الأمطار وسرعة اكتساح فيضانات الشتاء للطبقة الخصبة السطحية. ولم يكن الفلاحون في أتكا يدخرون جهداً- يبذلونه هم أو أرقاؤهم- للتغلب على هذا الحظ النكد، فكانوا يدخرون ما زاد من الماء على حاجتهم في خزانات ويقيمون الجسور حول المجاري المائية للسيطرة على فيضانها، ويجففون المستنقعات ويستصلحون أرضها الطيبة، ويحفرون الآلاف من قنوات الري لتحمل إلى حقولهم الظمأى قطرات الماء من النهيرات، ولا يملّون من نقل النبات من بيئة إلى بيئة ليحسنوا نوعه ويزيدوا حجمه، ويتركون الأرض بوراً مرة كل سنتين لتستعيد قدرتها على الإنتاج، ويجعلون التربة قلوية بإضافة بعض الأملاح إليها مثل كربونات الجير ، ويسمدونها بواسطة نترات البوتاسيوم ، و الرماد ، وفضلات الآدميين.
وكانت الحدائق والغياض المحيطة بأثينا تستفيد أكبر الفائدة من مجاري المدينة التي كانت تصب كلها في مجرى كبير متصل بخزان عام خارج دبيلون Dipylon ، ثم ينتقل ماؤها من هذا الخزان في قناة مبنية بالآجر إلى وادي نهر سفسوس Cephisus وكانوا يخلطون أنواعاً مختلفة من التربة الزراعية بعضها ببعض ليفيد كل نوع منها الآخر، وكانوا يحرثون الأرض وبعض الخضر البقولية مزهرة فيها لكي تتغذى منها التربة ؛ وكانت الأعمال المتصلة بحرث الأرض وتمهيدها، وبذر البذور أو غرس النبات، تجري كلها في فترة الخريف القصيرة، وكان موسم جني الحبوب يحل في شهر مايو ، وأما فصل الصيف الجاف فكان موسم الاستعداد والراحة. ومع هذه العناية كلها فإن أرض أتكا لم تكن تنتج إلا 657.000 بشل من الحبوب في كل عام لا تكاد تكفي ربع سكانها ؛ ولولا الطعام المستورد من الخارج لهلكت أثينا بركليز جوعاً ؛ وكان هذا هو الذي دفعها إلى الاستعمار وأوجب عليها أن تنشئ لها أسطولاً قوياً تسيطر به على البحار.

## الحاصلات الرئيسية
حاول الريف أن يستعيض عن محصولهِ الضئيل من الحبوب بمحصول موفور من الزيتون والعنب. فدُرِّجت جوانب التلال وأجريت لها المياه، وكانت الحُمُر تشجع على قرض أغصان الكروم بأنيابها لتزيد بذلك ثمارها. وكانت أشجار الزيتون تغطي كثيراً من الأراضي في بلاد اليونان في أيام بركليز، ولكن الفضل في نقل أشجار الزيتون إلى هذه البلاد يعود إلى بيسستراتس وصولون. ذلك أن شجرة الزيتون لا تؤتي أكلها إلا بعد ستة عشر عاماً من زرعها، ولا يكتمل نموها إلا بعد أربعين ؛ ولولا ما أمد بهِ بيسستراتس الزراع من إعانات لما نمت تلك الشجرة في أرض أتكا. ولقد كان إتلاف بساتين الزيتون في حرب البلوبونيز من الأسباب التي أدت إلى اضمحلال أثينا. والزيتون ذو فوائد كثيرة لليوناني، فعصرته الأولى تمده بالزيت يأكله، والثانية تمده بالزيت يدهن بهِ، والثالثة تعطيه زيتاً يضيء بهِ بيته ؛ وما بقي منه بعدئذ يُتخذ وقوداً.
وكان الزيتون أثمن غلات أتكا في عصر بركليز، وقد بلغ من عظم شأنهِ أن احتكرت الدولة تصديره، وأن ابتاعت به وبالنبيذ ما كانت تضطر إلى استيراده من الحبوب. وكانت تُحرّم تصدير التين تحريماً باتاً، لأن التين من أهم مصادر القوة والنشاط لأهل البلاد. وشجرة التين تنمو وتترعرع حتى في التربة الجدباء، وجذورها الكثيرة الانتشار تمتص كل ما عساه أن يوجد في التربة من ماء ، وأوراقها القليلة الصغيرة لا تعرضها للتبخر الكثير. وفضلاً عن هذا فإن زارع شجر التين قد تعلم من بلاد الشرق سر إنضاج ثماره بالتلقيح ؛ فكان يعلق أغصان شجرة التين البرية الذكر، بين أغصان الشجرة الأنثى المنزرعة، ويترك للحشرات نقل الطلع من الذكر إلى ثمار الأنثى فتزيد في الحجم والحلاوة.
وكانت هذه الغلات الزراعية من الحبوب، وزيت الزيتون، والتين، والعنب، والنبيذ، أهم المواد الغذائية في أتكا.

## وصلات خارجية
- (بالفرنسية) "Végétarisme, au commencement…" (French language article on origin of vegetarianism)
- A Taste of the Ancient World (University of Michigan)